# Agrostis oresbia
Agrostis oresbia är en gräsart som beskrevs av Elizabeth Edgar. Agrostis oresbia ingår i släktet ven, och familjen gräs. Inga underarter finns listade i Catalogue of Life.